# Липа в селі Велика Медведівка
Липа в селі Велика Медведівка. Висота 12 м, обхват 5,60 м, вік близько 400 років. Має кілька дупел, в одному живуть шпаки, в іншому — бджолиний рій. Дерево має дуже химерну форму. Росте в селі Велика Медведівка, Шепетівського району Хмельницької області на городі родини Семенюків. Дерево вимагає заповідання.